# Каатинга
Каати́нга (от порт. Caatinga, от языков тупи-гуарани — «белый лес») — экологический регион с тропической листопадно-редколесной растительностью — один из уникальных биомов (экорегионов) Бразилии. Занимает площадь около 10 % территории страны, на которой проживает 15 млн человек. Регион используется для перегонного скотоводства (крупный рогатый скот), растениеводства (виноград, дыня, папайя), периодически страдает от сильной засухи. Территории, занятые каатингой (Северо-Восточная Бразилия: Мараньян, Пиауи, Сеара, Риу-Гранди-ду-Норти, Параиба, Пернамбуку, Алагоас, Сержипи, Баия и на Юго-Востоке Бразилии: северная часть Минас-Жерайса), являются одними из самых отсталых в стране в экономическом отношении.

## Этимология
Название на языках индейцев тупи (порт. Caatinga): caa — белый, светлый, tinga — лес, то есть «лес без тени».

## География

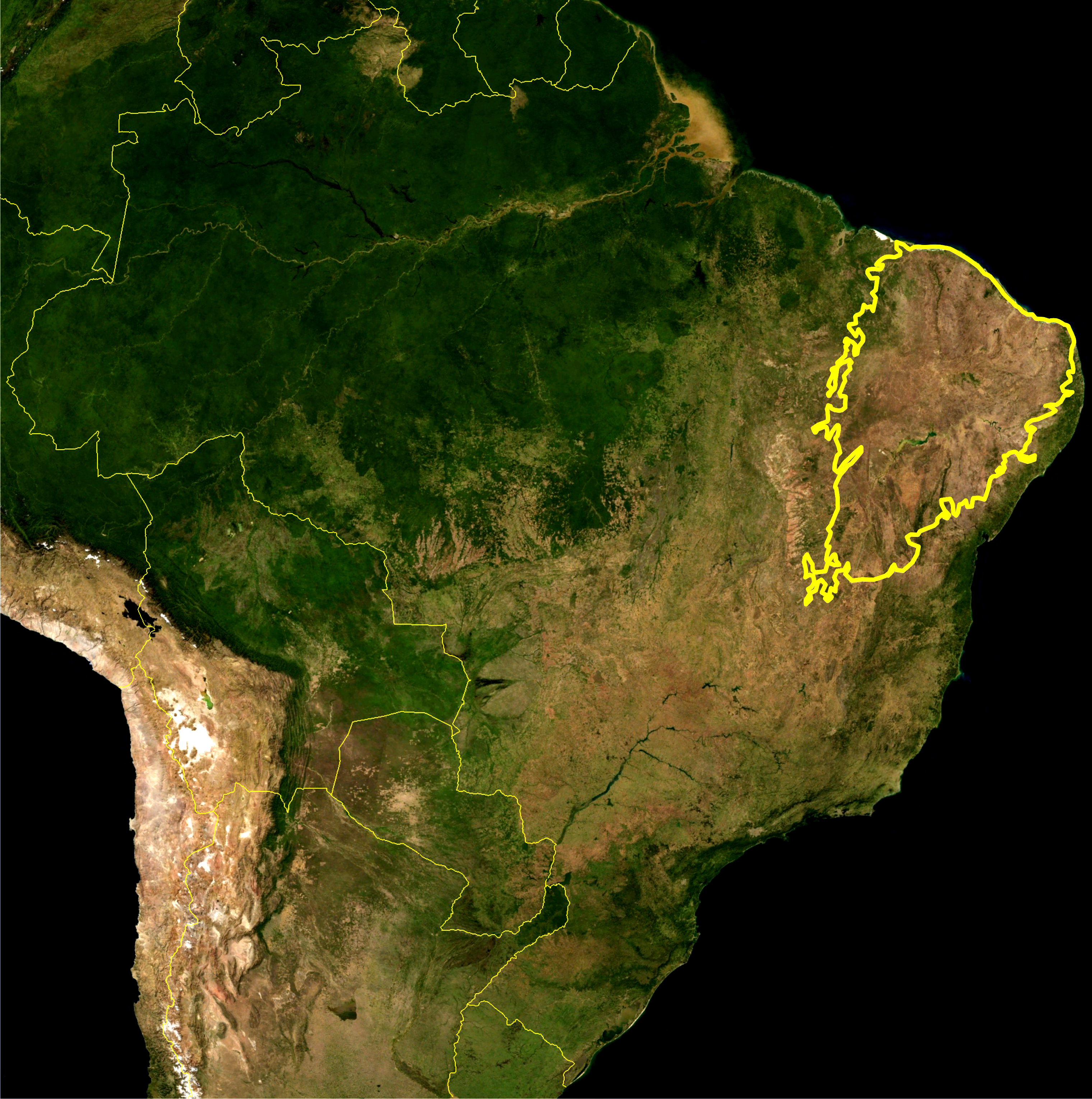
Каатинга на спутниковой карте

Каатинга — один из крупнейших сухих лесов в Южной Америке. Она занимает площадь 734 520 км², охватывая сухую часть северо-востока Бразилии (штаты Пиауи, Сеара, Риу-Гранди-ду-Норти, Параиба, Пернамбуку, Сержипи, Алагоас, Баия, Минас-Жерайс) и входя в состав обширных просторов Западной Бразилии — сертанов. Граничит с саванной серрадо на западе и атлантическим лесом на востоке. Преобладающий рельеф местности — кристаллические или осадочные впадины, изредка прерываемые изолированными плато.
Из-за направления ветров, течений и прибрежного рельефа местности, каатинга напоминает африканские саванны в зоне Сахеля с двумя сезонами — продолжительным сухим (до 9 месяцев) и кратким дождливым (3 месяца), причём увлажнение непостоянно. Среднегодовое количество осадков колеблется в пределах 250—1000 мм, среднегодовая температура составляет +24 — +26 °С.
Имеется острая необходимость в новых водохранилищах, современной ирригационной системе, а также опреснительных установках. Основная водная артерия региона — река Сан-Франсиску.

## Флора и фауна

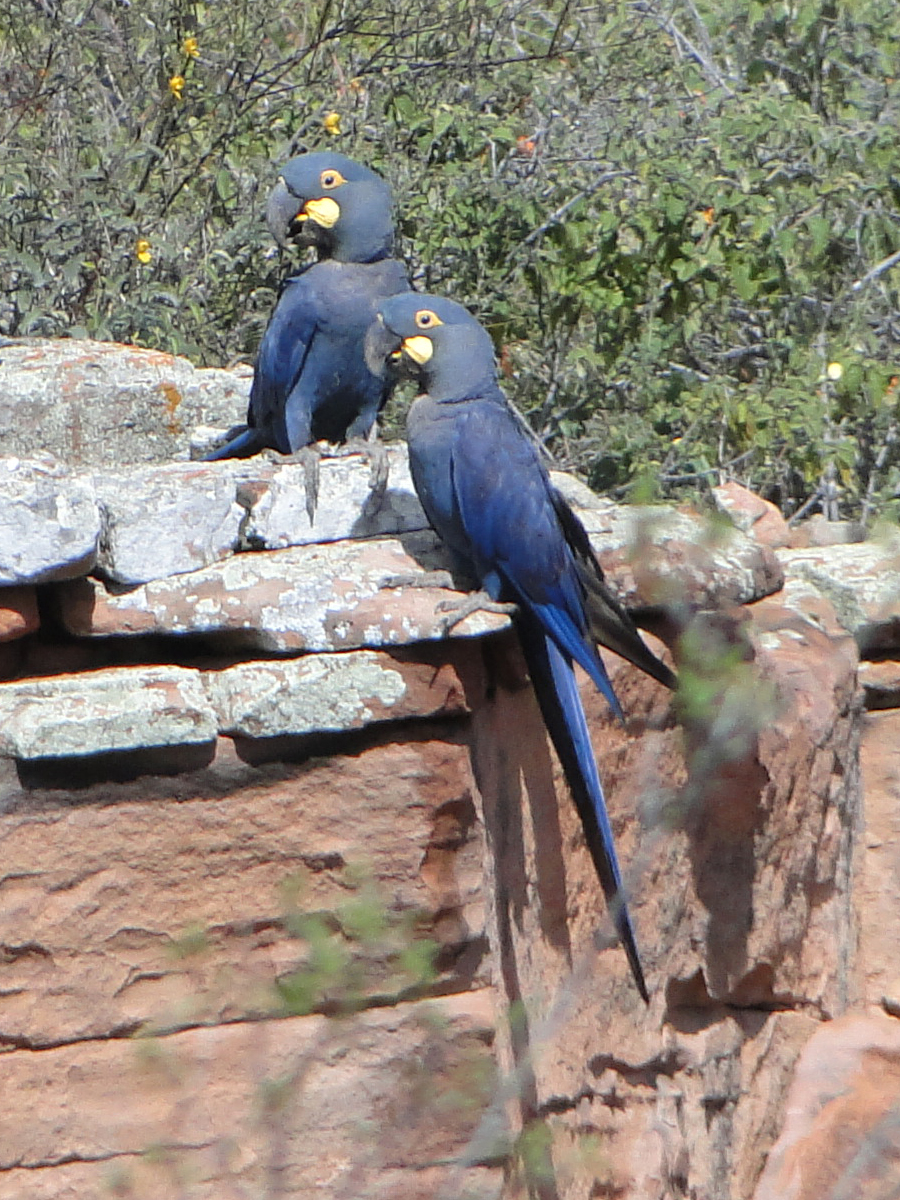
Малый гиацинтовый ара — эндемик каатинги, находящийся под угрозой исчезновения

Флора и фауна каатинги изучены достаточно слабо. К настоящему времени удалось обнаружить очень разнообразный и необычный набор видов. Биоразнообразие включает по меньшей мере 1200 видов сосудистых растений, не менее 185 видов рыб, 44 вида ящериц, 9 видов амфисбен, 47 видов змей, 4 вида черепах, 3 вида крокодилов, 49 видов амфибий, 350 видов птиц и 80 видов млекопитающих. Каатинга отличается уникальной биотой, включающей тысячи эндемичных видов. Процент эндемиков высок среди сосудистых растений (около 30 %), однако несколько ниже среди позвоночных (до 10 %). Фауна беспозвоночных исследована плохо, однако вполне вероятно, что многие виды ограничены в распространении данным экорегионом. Эндемики распределены неравномерно, однако сосредоточены в некоторых специальных областях, например, в системе дюн из муниципалитета Шики-Шики в штате Баия, где эндемичны 40 % видов амфисбен и ящериц.
Растительность каатинги очень неоднородна и разнообразна, в связи с чем некоторые специалисты разделяют экорегион на несколько типов. Типы каатинги варьируют от низкой кустарниковой растительности (до 1 м высотой) к высоким, 25—30 метров в высоту, лесам. Местами встречаются анклавы влажных лесов. Доминируют низкорослые, колючие листопадные деревья, теряющие листья в период засухи. Распространены бутылочные деревья (Cavanillesia arborea), а также листовые (кактусы, молочаи) и стеблевые суккуленты.
В пойменных лесах произрастает карнаубская, или восковая, пальма (Copernicia cerifera), воск с её листьев используется в технике. Колючие кустарники и сухостойкие травы покрывают поверхность земли. Значительное количество однолетних растений прорастает, цветёт и отмирает за время короткого сезона дождей.
Уникальная флора и фауна каатинги находятся под угрозой исчезновения вследствие разрушительной деятельности человека. Среди десяти наиболее угрожаемых птиц в мире два вида являются эндемиками каатинги: малый гиацинтовый ара (Anodorhynchus leari) и голубой ара (Cyanopsitta spixii).

## Угрозы и охрана

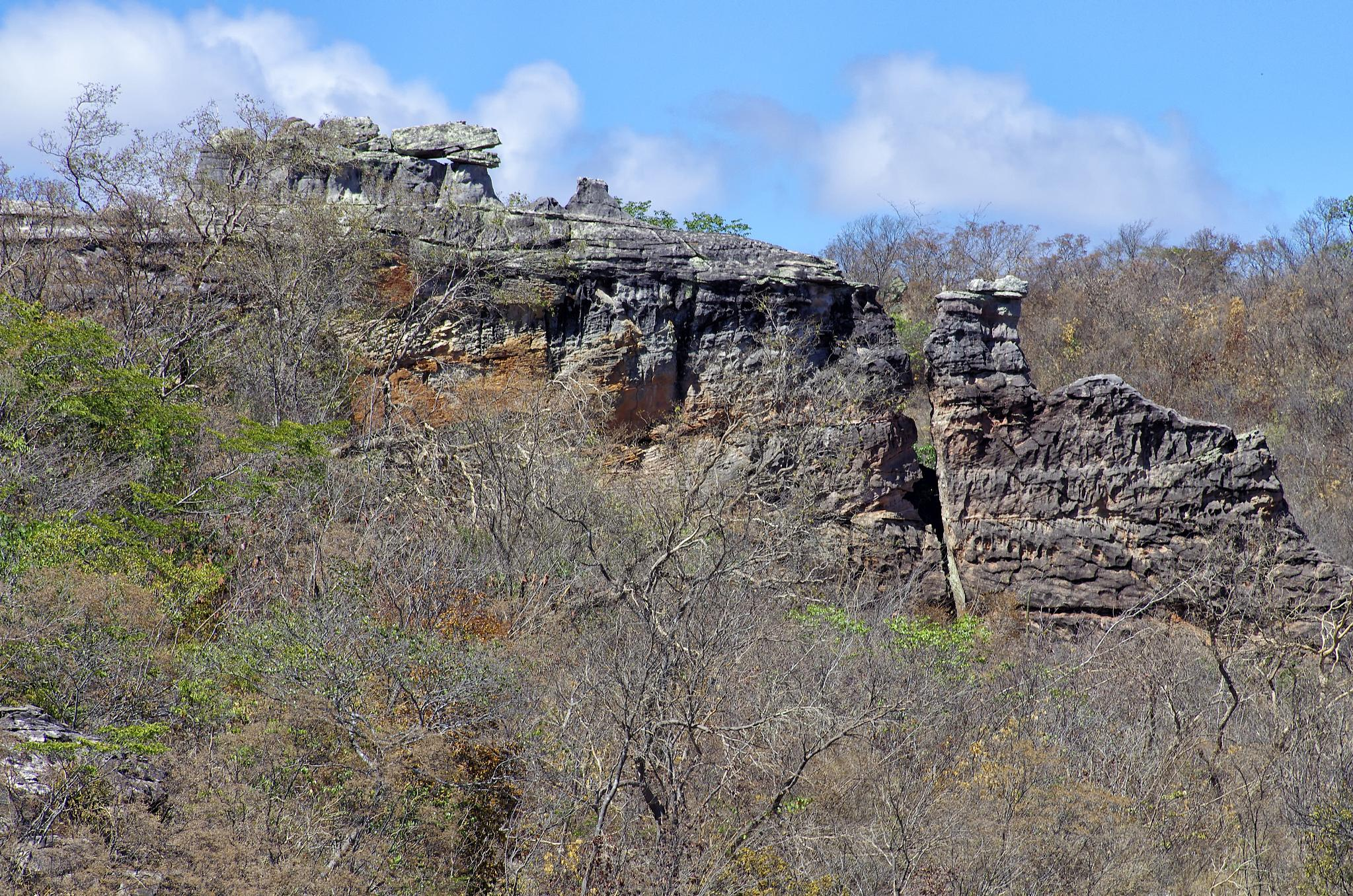
Национальный парк Серра-дас-Конфусьонс

В отличие от других бразильских экорегионов, каатинга в значительно меньшей степени страдает от обезлесения. Тем не менее, по крайней мере половина этого экорегиона либо полностью лишилась своей естественной растительности, либо значительно деградировала. Основными экологическими угрозами являются чрезмерный выпас скота, неустойчивая добыча древесины для топлива, обширные неконтролируемые пожары, выращивание хлопка, интенсифицировавшееся в последнее время, и опустынивание, вызванное перечисленными причинами.
Каатинга крайне слабо представлена в бразильской природоохранной системе: менее чем 1 % находится под защитой в заповедных объектах с высокой категорией МСОП. Всего в экорегионе создано 30 природоохранных территорий, среди которых 4 экологических станции, 7 национальных парков и 1 биологический резерват. Наиболее обширным природоохранным объектом является национальный парк Серра-дас-Конфусьонс площадью 8238 км².
В 2006 году был создан экологической коридор каатинги, охвативший площадь 59 000 км². Он предназначен для соединения восьми заповедных территорий в 40 муниципалитетах Бразилии в штатах Пернамбуку, Баия, Сержипи, Алагоас и Пиауи. В состав коридора не входят урбанизированные районы.